# Mẹ Tổ quốc kêu gọi
Tượng đài Mẹ Tổ quốc kêu gọi (tiếng Nga: Родина-мать зовёт!, Rodina-Mat' zovyot!), còn gọi là Tượng đài Mẹ Tổ quốc hay Tượng đài Mamayev, là một tượng đài được xây trên đồi Mamayev Kurgan ở Volgograd, Nga nhằm tưởng niệm cuộc kháng cự anh hùng và chiến thắng quyết định của quân đội Liên Xô trong trận Stalingrad. Công tác thiết kế và chủ trì việc xây dựng tượng đài được thực hiện bởi nhà điêu khắc Ye. V. Vuchetich và kỹ sư kiến trúc N. V. Nikitin. Khi tượng đài được khánh thành vào năm 1967, nó là bức tượng cao nhất thế giới và cho đến nay nó vẫn là bức tượng với chủ đề phi tôn giáo lớn nhất thế giới. So với các bức tượng khác lớn hơn về sau này, tượng đài Mẹ Tố quốc kêu gọi có cấu trúc phức tạp hơn cả nếu xét về mặt kỹ thuật và công nghệ xây dựng; nguyên do nằm ở hình dáng đặc trưng của tượng với thanh kiếm giơ cao ở tay phải và tay trái đưa ra sau lưng. Công nghệ áp dụng trong việc dựng tượng dựa trên sự kết hợp của việc sử dụng kết cấu bê tông ứng suất trước với các dây cáp thép, một loại công nghệ mà cũng thường áp dụng trong một số công trình khác của N. V. Nikitin tỉ như tháp truyền hình Ostankino tại Moskva.
Hình ảnh của tượng đài Mẹ Tổ quốc kêu gọi là một phần của kỳ hiệu và huy hiệu của tỉnh Volgorad.

## Lịch sử
Ý tưởng của một tượng đài kỷ niệm những người dân và quân nhân hy sinh vì cho chiến thắng lẫy lừng ở Stalingrad được manh nha từ ngay sau khi cuộc chiến tranh vệ quốc vĩ đại kết thúc. Ngay từ năm 1945, nhà nước Xô Viết đã mở một cuộc thi thiết kế tượng đài về chủ đề này với quy mô trên toàn quốc. Đông đảo người dân Liên Xô thuộc mọi tầng lớp đã tích cực hưởng ứng và tham gia cuộc thi này, từ những chuyên gia về xây dựng, những kiến trúc sư, kỹ sư công trình cho tới cả những người có ngành nghề không liên quan gì đến xây dựng hay điêu khắc. Một phần những bản vẽ được gởi cho Học viện Nghệ thuật tạo hình, một phần gửi cho Ủy ban Quốc phòng Nhà nước, một phần khác được gửi ngay cho lãnh tụ I. V. Stalin. Cuối cùng, sau một thập niên tổng kết và đánh giá các thiết kế, chính phủ Liên Xô đã quyết định chọn bản vẽ của nhà điêu khắc Ye. V. Vuchetich làm hình mẫu xây dựng tượng đài. Ye. V. Vuchetich là một trong những nhân vật danh tiếng trong ngành điêu khắc và xây dựng của Liên Xô, từng 5 lần đạt Giải thưởng Stalin (1946, 1947, 1948, 1949, 1950) và là tác giả của công trình tượng đài tại công viên Treptow ở Berlin vốn nhận được những đánh giá tích cực của giới phê bình. Công tác chỉ đạo việc xây dựng và kết cấu của tượng đài là kỹ sư công trình N. V. Nikitin, người cũng từng đạt Giải thưởng Stalin vào năm 1951 cho việc thiết kế xây dựng lại các khu nhà máy bằng đá nguyên khối và là tác giả của tháp truyền hình Ostankino tại thủ đô Moskva, công trình cao nhất thế giới trong giai đoạn 1967-76 và là công trình cao nhất châu Âu hiện nay.
Ngày 23 tháng 1 năm 1958, Hội đồng Bộ trưởng Liên Xô chính thức ra quyết định khởi công khu phức hợp tượng đài Mamayev và đến tháng 5 năm 1959 việc xây dựng được tiến hành. Quá trình xây dựng bức tượng tương đối kéo dài và gặp rất nhiều khó khăn về cấu trúc, độ bền vững, công nghệ, về chi phí công trình cũng như tham vọng quá lớn của một số cấp lãnh đạo tối cao. Tuy nhiên, vượt qua tất cả những khó khăn đó, ngày 15 tháng 10 năm 1967 khu tượng đài chính thức được khánh thành sau 22 năm ấp ủ và thai nghén, và kết quả của tất cả những công sức đó thật sự là ấn tượng. Tại thời điểm khánh thành, nó là tượng đài lớn nhất trên thế giới và kỷ lục này được giữ cho đến năm 1989 khi tượng Đại Quan Âm ở công viên Kita no Miyako được hoàn tất. Hiện nay tượng đài đứng thứ 11 trong danh sách này.
Việc trùng tu tượng đài Mẹ Tổ quốc diễn ra hai lần vào năm 1972 và 1986.

## Mô tả

Tương quan chiều cao của một số bức tượng khổng lồ:
1. Tượng Thống nhất
2. Trung Nguyên Đại Phật 153 m (bao gồm 25 m bệ và 20 m ngai vàng)
3. Tượng Nữ thần Tự do 93 m (bao gồm 47 m bệ)
4. Tượng Mẹ Tổ quốc kêu gọi 87 m (bao gồm 2 m bệ)
5. Tượng Chúa Kitô Cứu Thế (Rio de Janeiro) 38 m (bao gồm 8 m bệ)
6. Tượng David 5,17 m

Bức tượng khắc họa hình ảnh một người mẹ đang bước lên phía trước, tay phải giương cao thanh kiếm, mặt ngoảnh ra sau kêu gọi những người dân của đất nước Liên Xô hãy tiến lên đánh đuổi giặc thù. Chiều cao tổng cộng của tượng đài là 85 mét với phần thanh kiếm cao 33 mét và phần thân người mẹ cao 52 mét. Tượng Mẹ Tổ quốc được đặt trên một bệ nhỏ cao 2 mét, chiếc bệ nhỏ này lại nằm trên một bệ lớn hơn cao 16 mét được chôn chìm trong lòng đất. Bức tượng không được "dán" vào bệ mà nó đứng vững chỉ nhờ vào trọng lượng lớn cùng ma sát giữa tượng với thân bệ. Khối lượng của bức tượng lên đến khoảng 8.000 tấn. Từ chân đồi lên bức tượng, người tham quan phải đi 200 bậc thang tượng trưng cho 200 ngày chiến đấu bảo vệ và giải phóng thành phố Stalingrad.
Để xây dựng bức tượng (không tính phần bệ), người ta đã phải huy động đến 5.500 tấn bê tông cùng 2.400 tấn vật liệu kim loại. Độ dày của lớp bê tông bao ngoài tượng chỉ chừng 25–30 cm. Trong lòng bức tượng là một kết cấu gồm nhiều ô trống, buồng trống và phòng, giống như một tòa nhà. Độ bền của cấu trúc này được duy trì bởi 99 dây thép kéo căng.
Thanh kiếm trên tay phải của bức tượng ban đầu có cân nặng 14 tấn và được làm từ thép không rỉ và titan. Tuy nhiên khối lượng quá lớn cùng với tác động mạnh của gió (gây ra bởi kích thước lớn của nó) đã gây ảnh hưởng tiêu cực đến độ bền vững của toàn bức tượng. Đồng thời, sự biến dạng trong cấu trúc của thanh kiếm gây ra bởi sự dịch chuyển của các tấm titan cũng tạo ra nhiều âm thanh khó nghe cho người xung quanh. Vì vậy, trong lần trùng tu năm 1972, một thanh kiếm mới làm bằng thép flo hóa đã được đặt vào thay thế cho thanh kiếm cũ. Lưỡi của thanh kiếm mới cũng được có nhiều lỗ để làm giảm áp lực của gió. Trong lần trùng tu năm 1986, thành phần bê tông cốt thép của tượng đã được gia cố thêm theo kiến nghị của nhóm chuyên gia thuộc Viện nghiên cứu khoa học về bê tông và bê tông cốt thép đứng đầu bởi R. L. Serykh.

### Hình tượng nguyên mẫu của tượng đài
Theo nhiều nguồn tin khác nhau, có nhiều giả thiết về hình tượng nguyên mẫu của tượng đài Mẹ Tổ quốc kêu gọi. Ba trong số đó là: Anastasi Antonovna Peshkova, một nữ giáo viên tại Barnaul, Valentina Izotova, một nữ nhân viên phục vụ ở nhà hàng, hoặc Yekaterina Grebneva, một nữ vận động viên thể dục nhịp điệu. Theo Izotova, trong thời gian là mẫu cho bức tượng bà đã phải khỏa thân và chồng của bà tỏ ra không hài lòng về việc này, tuy nhiên bản thân Izotova không thấy phiền phức lắm mà trái lại bà còn thấy tự hào vì đã tham gia phục vụ cho công trình vĩ đại này. Một số ý kiến khác cho rằng các bức phù điêu tại Khải hoàn môn Paris và Tượng thần chiến thắng Samothrace cũng là cảm hứng cho tượng đài Mẹ Tổ quốc.

### Tình trạng sụt lún của tượng đài
Trong thời gian gần đây, mực nước ngầm tại khu vực tượng đài có sự thay đổi, điều đó dẫn đến phần nền đất của tượng đài cũng dịch chuyển theo, gây ra hiện tượng sụt lún nghiêm trọng của tượng. Theo các tính toán, tượng đã di chuyển 20 cm và do tượng không được "dán" vào bệ mà chỉ đứng vững nhờ trọng lượng của nó, việc dịch chuyển thêm nữa sẽ khiến bức tượng đổ sập. Tuy chính quyền địa phương không đồng ý với nhận định rằng tượng đài đang gặp nguy hiểm, các công tác bảo tồn và sửa chữa tượng đã được tiến hành vào năm 2010.
| “                                                                                          | Sự dịch chuyển theo chiều ngang của tượng đài cao 85 mét này hiện nay là 211 milimét, chiếm 75% giới hạn cho phép theo tính toán. Sự xê xích của tượng đài đã bắt đầu từ năm 1966. Nếu trong giai đoạn 1966-1970, mức độ xê xích là 120 milimét, thì từ năm 1970 đến 1986 là 60 mm, đến năm 1999 là 33 mm, và giai đoạn 2000-2008 là 16 mm. | ” |
| — Aleksandr Velichkin, Giám đốc Bảo tàng Lịch sử và Tưởng niệm Quốc gia "Trận Stalingrad", | |   |

## Hình ảnh

Vị trí tượng đài trên đồi Mamayev KurganVị trí tượng đài trên đồi Mamayev Kurgan
Tượng Mẹ Tổ quốc kêu gọi đang trong thời gian thi công
Hình ảnh tượng Mẹ Tổ quốc kêu gọi trên huy hiệu của tỉnh Volgograd
Hình ảnh tượng Mẹ Tổ quốc kêu gọi trên kỳ hiệu của tỉnh Volgograd